# Émile Bouchès
Émile Bouchès est un gymnaste artistique français né le 3 juillet 1896 à Maubeuge et mort le 12 juin 1946 dans cette même ville.

## Biographie
Licencié à la société de gymnastique locale de Maubeuge et membre de l'équipe de France de gymnastique, Émile Bouchès remporte la médaille de bronze au concours général par équipes aux Jeux olympiques d'été de 1920 à Anvers. 
Dans la vie active, il est employé à la Caisse d'Épargne de Maubeuge puis commerçant